# Tirésias
Tirésias (em grego clássico: Τειρεσίας; romaniz.: Teiresías), na mitologia grega, foi um famoso profeta cego de Tebas — famoso por ter passado sete anos transformado numa mulher. Era filho do pastor Everes e da ninfa Caricló. É uma das personagens da Odisseia de Homero e interagiu com o herói Ulisses.

## Na cultura popular
O mito é retratado, como uma adaptação atual, no filme francês Tiresia, de Bertrand Bonello, que mostra a história de uma transexual brasileira que vive na clandestinidade com o irmão na periferia de Paris.